# Mésorégion métropolitaine de Belo Horizonte
 (février 2025).
Si vous disposez d'ouvrages ou d'articles de référence ou si vous connaissez des sites web de qualité traitant du thème abordé ici, merci de compléter l'article en donnant les références utiles à sa vérifiabilité et en les liant à la section « Notes et références ».
La mésorégion métropolitaine de Belo Horizonte est l'une des 12 mésorégions de l'État du Minas Gerais. Elle regroupe 105 municipalités groupées en 8 microrégions.

## Données
La région compte 6 302 665 habitants pour 39 487 km2.

## Microrégions[1]
La mésorégion métropolitaine de Belo Horizonte est subdivisée en 8 microrégions:
- Belo Horizonte
- Conceição do Mato Dentro
- Conselheiro Lafaiete
- Itabira
- Itaguara
- Ouro Preto
- Pará de Minas
- Sete Lagoas